# Cire de Horsley
 (août 2011).
Si vous disposez d'ouvrages ou d'articles de référence ou si vous connaissez des sites web de qualité traitant du thème abordé ici, merci de compléter l'article en donnant les références utiles à sa vérifiabilité et en les liant à la section « Notes et références ».

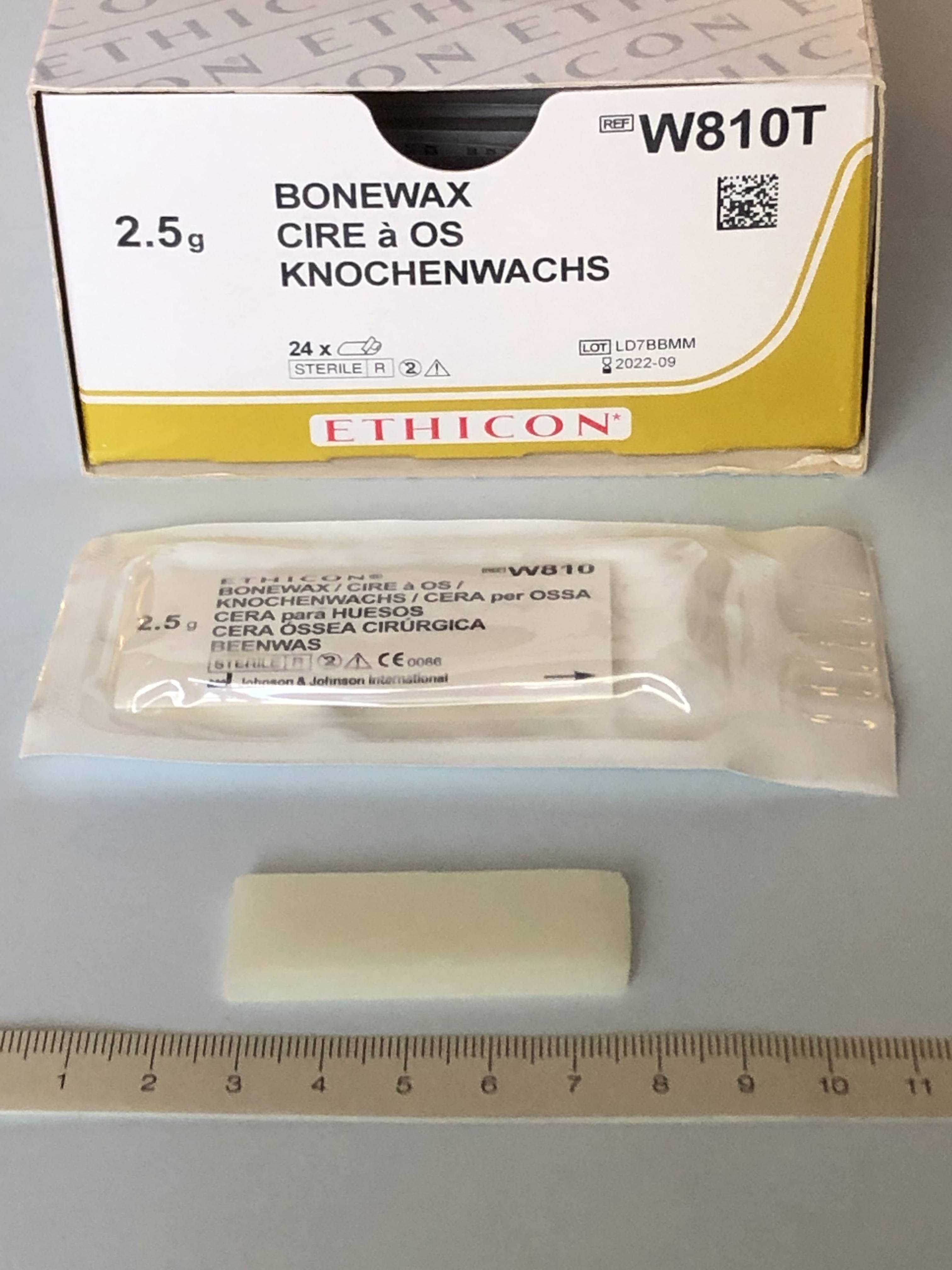
Cire à os comme préparation stérile pour la chirurgie

La cire de Horsley ou cire aseptique chirurgicale est utilisée en chirurgie osseuse à des fins d'hémostase.
Elle est composée de cire d'abeille et de vaseline, actuellement présentée sous forme de stick. Elle agit de façon mécanique en bouchant les canalicules osseuses qui contiennent des vaisseaux capillaires sanguins.
Elle est utilisée en neurochirurgie, appliquée sur l'os de la voûte du crâne qui a été découpée après une trépanation ou une crâniectomie, car elle permet d'éviter un suintement hémorragique depuis cette tranche de section, mais aussi en chirurgie cardiaque et thoracique sur les tranches de sternotomie (il n'y aurait en effet pas d'autres moyens pour enrayer le saignement).
Elle tire son nom du lord Sir Victor Horsley, le père de la neurochirurgie en Grande-Bretagne, du XIXe siècle qui la rendit populaire en 1892. Néanmoins son utilisation en chirurgie craniale avait déjà été décrite par le chirurgien français Henri-Ferdinand Dolbeau, 50 ans avant la description de Horsley.